# 四川省遂宁中学
四川省遂宁中学，是一所国家级示范性普通高中。学校占地面积233亩，校园建筑面积达70000平方米。遂宁中学在历史上一直主导着遂宁教育，使遂宁文风鼎盛，士登云路，以理学、经济传者不绝于书。办新学以来，先后为祖国培养了数以万计的优秀人才。特别是1985年遂宁建市以来，遂宁中学一路高歌猛进，高考升学率、重点率一直位居全市笫一，名列四川省前茅。
现任校长何亚杰，党总支书记为张东。

## 历史沿革
- 遂宁中学是从唐德宗贞年创立学宫，到1905在旧式学宫书院上创立遂宁县立高等小学堂后。
- 1924年遂宁县立初级中学
- 1929年遂宁县立男子中学
- 1950年遂宁中学校
- 1951年遂宁高级中学
- 1952年四川省遂宁中学校至今

## 校园文化
- 办学理念：诩文明 助化导
- 办学宗旨：明体达用 卓然为当代伟器
- 办学思想：以德树人 和谐育人 自主成人

## 学校规模
遂宁中学共有3个校区：育才路校区（初中）、界福路校区（高中）、高新校区（混合）。

## 资料来源
1. ↑  学校简介 （页面存档备份，存于）,四川省遂宁中学教育网
2. ↑  . www.snzxedu.cn.   [2024-04-20].